# Königstuhl
Le Königstuhl est une montagne haute de 568 mètres près de Heidelberg dans l'Odenwald, au sud du Neckar. 
Sur son sommet se trouvent :  
- l'Institut Max-Planck d'astronomie ;
- l'Observatoire du Königstuhl, observatoire astronomique fondé en 1898 ;
- un parc d'attractions ;
- une fauconnerie ;
- ainsi que plusieurs installation d'émission :
  - la tour de télévision de la Südwestrundfunk,
  - un relais de Deutsche Telekom,
  - un relais des forces armées américaines ;
- sur son versant le château de Heidelberg.

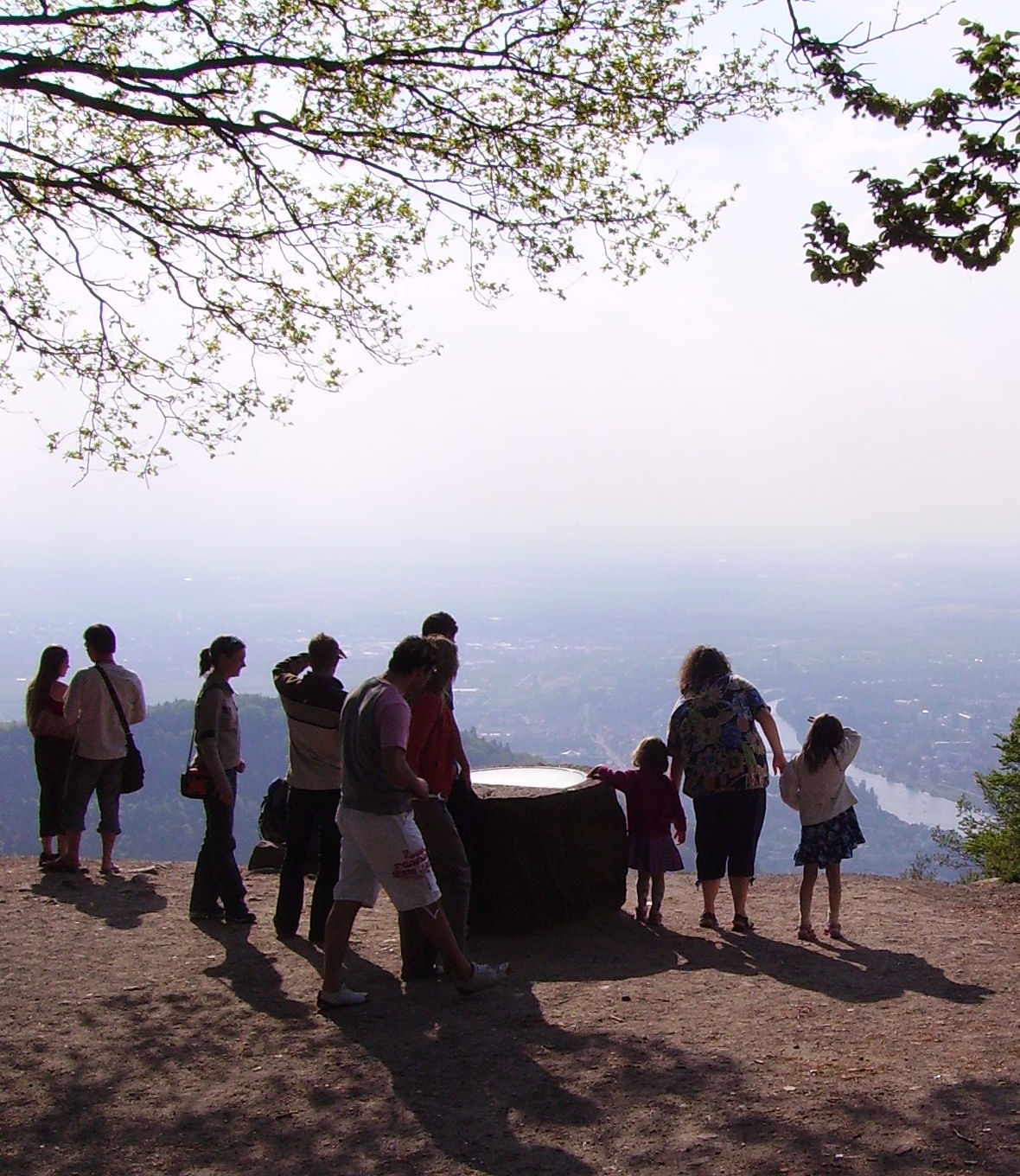
Vue du Königstuhl.
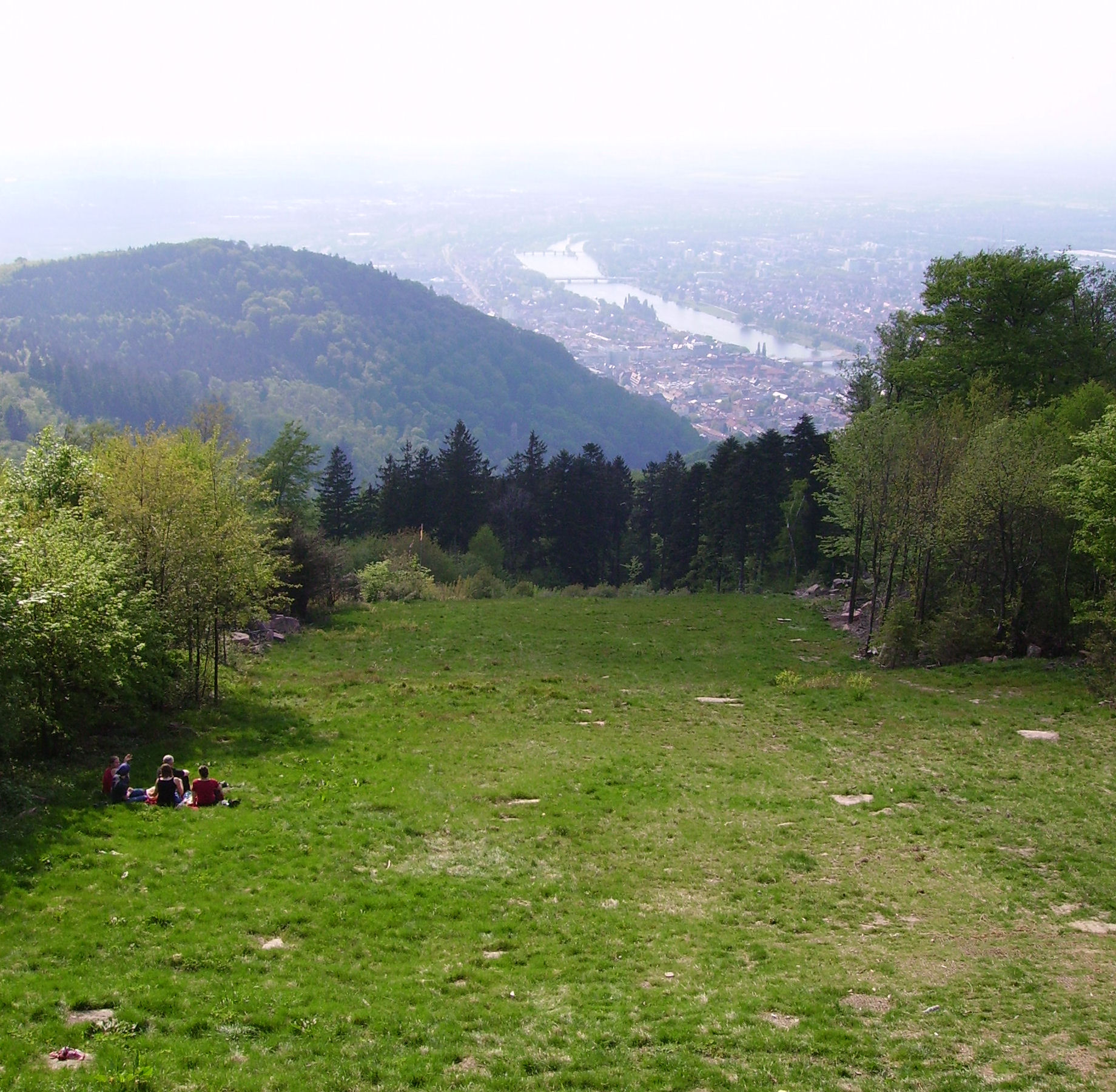
Vue du Königstuhl sur Heidelberg.
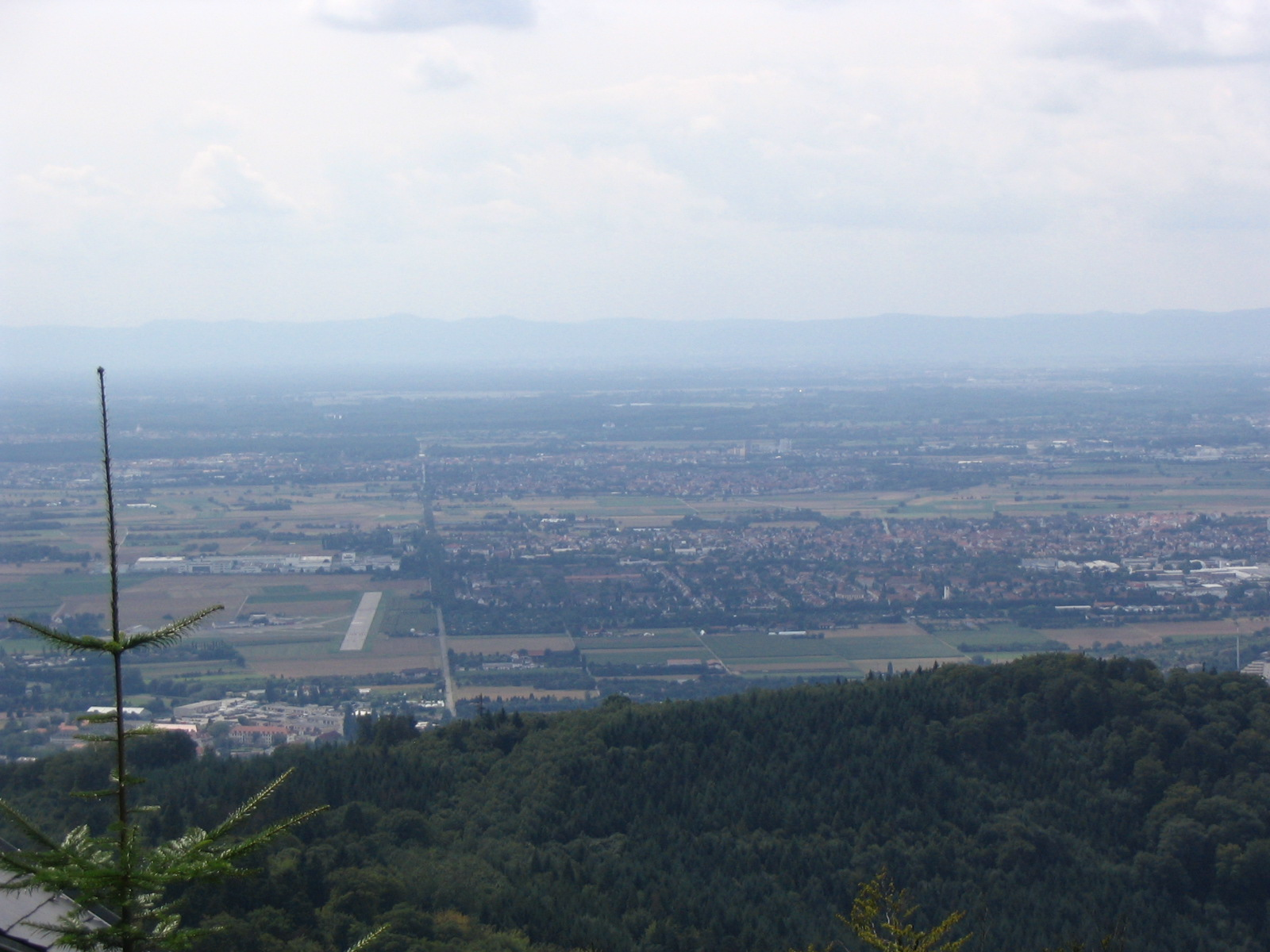
Vue sur la vallée du Rhin.